# Auritz
Pour les articles homonymes, voir Burguete.
Auritz en basque ou Burguete en castillan, est un village et une municipalité de la communauté forale de Navarre, dans le Nord de l'Espagne.
Il est situé dans la zone bascophone de la province où la langue basque est coofficielle avec l'espagnol. Il se situe sur la partie appelée Camino navarro du Camino francés du pèlerinage de Saint-Jacques-de-Compostelle, à 752 km de Compostelle.
Le secrétaire de mairie est aussi celui d'Erro et de Roncevaux[réf. nécessaire].

## Toponyme
Cette localité a une double tradition dans son appellation. Le village apparut comme un bourg sur le plateau au pied de l'hôpital pour pèlerins tout proche de Roncevaux (Roncesvalles en castillan, Orreaga en basque). À cause de cette proximité, durant le Moyen Âge il reçut plusieurs dénominations comme Roncesvalles (confondant Burguete avec la collégiale de Roncevaux et le rapprochement de la vallée où elle est enclavée), Burgo de la Plana, Burgo del Llano de Roncesvalles ou Burgo de Roncesvalles. Une série d'incendies firent baisser son importance au XVe siècle.
Parallèlement, la population a eu un autre nom en basque, Auritz, nom plus ancien et de signification inconnue. Certains étymologistes considèrent que ce toponyme fait partie de la série basco-navarraise au suffixe « IZ/ITZ ». Julio Caro Baroja défendait la version que les toponymes provenaient d'un nom propre associé au suffixe "iz", de la même manière que les autres suffixes en OZ ou EZ provenaient de l'évolution du suffixe latin ICUS. Caro Baroja considère que dans la région basco-navarraise les suffixes oz, ez, et iz appliquées à la toponymie indiquent que dans l'antiquité le lieu avait eu la propriété de la personne dont son nom apparait uni au suffixe, pouvant remonter du Moyen Âge à l'époque de l'Empire romain. Dans le cas d'Auritz, figuraient comme noms latins possibles celui de Auricius, Aurius ou Aurus.
La localité voisine, Espinal porte le nom de Aurizberri (Auritz neuf en basque).

## Division linguistique
En accord avec Loi forale 18/1986 du 15 décembre sur le basque, la Navarre est linguistiquement divisée en trois zones. Cette municipalité fait partie de la zone bascophone où l'utilisation du basque y est majoritaire. Le basque et le castillan sont utilisés dans l'administration publique, les médias, les manifestations culturelles et en éducation cependant l'usage courant du basque y est présent et encouragé le plus souvent.
La municipalité est située dans la zone bascophone de la province où la langue basque est coofficielle avec l'espagnol. Les noms Auritz et Burguete sont coofficiels.

## Localités limitrophes
- Orreaga-Roncesvalles (Roncevaux) au nord,
- Garralda à l'est,
- Erro au sud.

## Démographie
| Évolution démographique                                          | Évolution démographique | Évolution démographique | Évolution démographique | Évolution démographique | Évolution démographique | Évolution démographique | Évolution démographique | Évolution démographique | Évolution démographique | Évolution démographique |
| 1996                                                             | 1998                    | 1999                    | 2000                    | 2001                    | 2002                    | 2003                    | 2004                    | 2005                    | 2006                    | 2007                    |
| ---------------------------------------------------------------- | ----------------------- | ----------------------- | ----------------------- | ----------------------- | ----------------------- | ----------------------- | ----------------------- | ----------------------- | ----------------------- | ----------------------- |
| 320                                                              | 328                     | 334                     | 336                     | 326                     | 320                     | 324                     | 323                     | 315                     | 306                     | 312                     |
| Sources : Auritz/Burguete et instituto de estadística de navarra |                         |                         |                         |                         |                         |                         |                         |                         |                         |                         |

## Culture et patrimoine

### Patrimoine civil
- Manoirs du XVIe au XVIIIe siècle
- Cimetière municipal

### Patrimoine religieux
- Église paroissiale Saint Nicolas de Bari
- Il a existé jusqu'au moins le début du XXe siècle une procession expiatoire annuelle à Burguete, en souvenir de la mort de Roland, dans le vallon proche de Roncevaux. Les paysans des environs se réunissaient et, le visage caché d'une cagoule, formaient une procession en portant de lourdes croix sur le dos pour "apaiser l'âme plaintive du héros dont on entend quelquefois sonner le cor dans l'écho des montagnes". (extrait de la publication hebdomadaire "Soleil du Dimanche" no 30 du 23 juillet 1905, avec photographie).

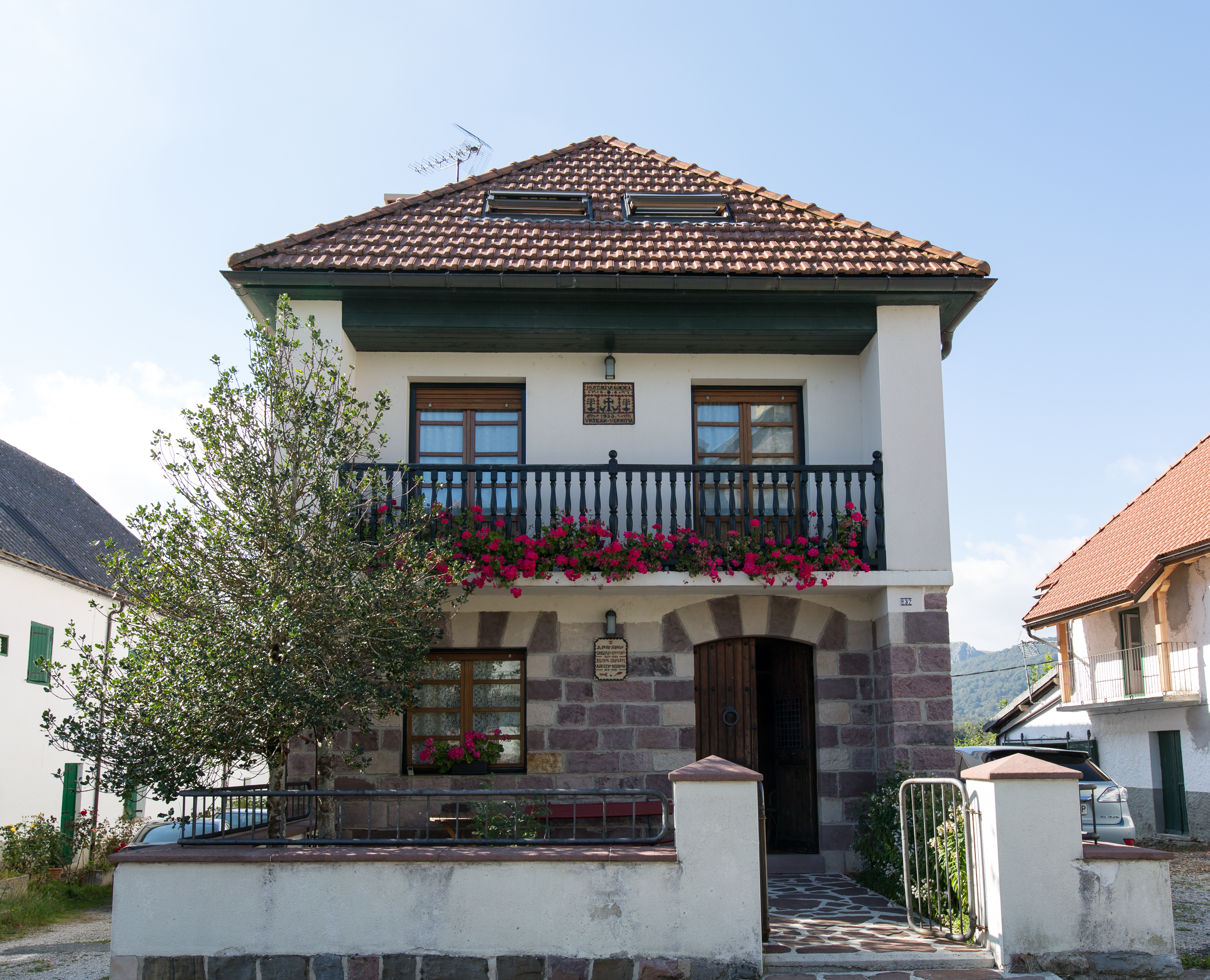
maison Martinzarginenea
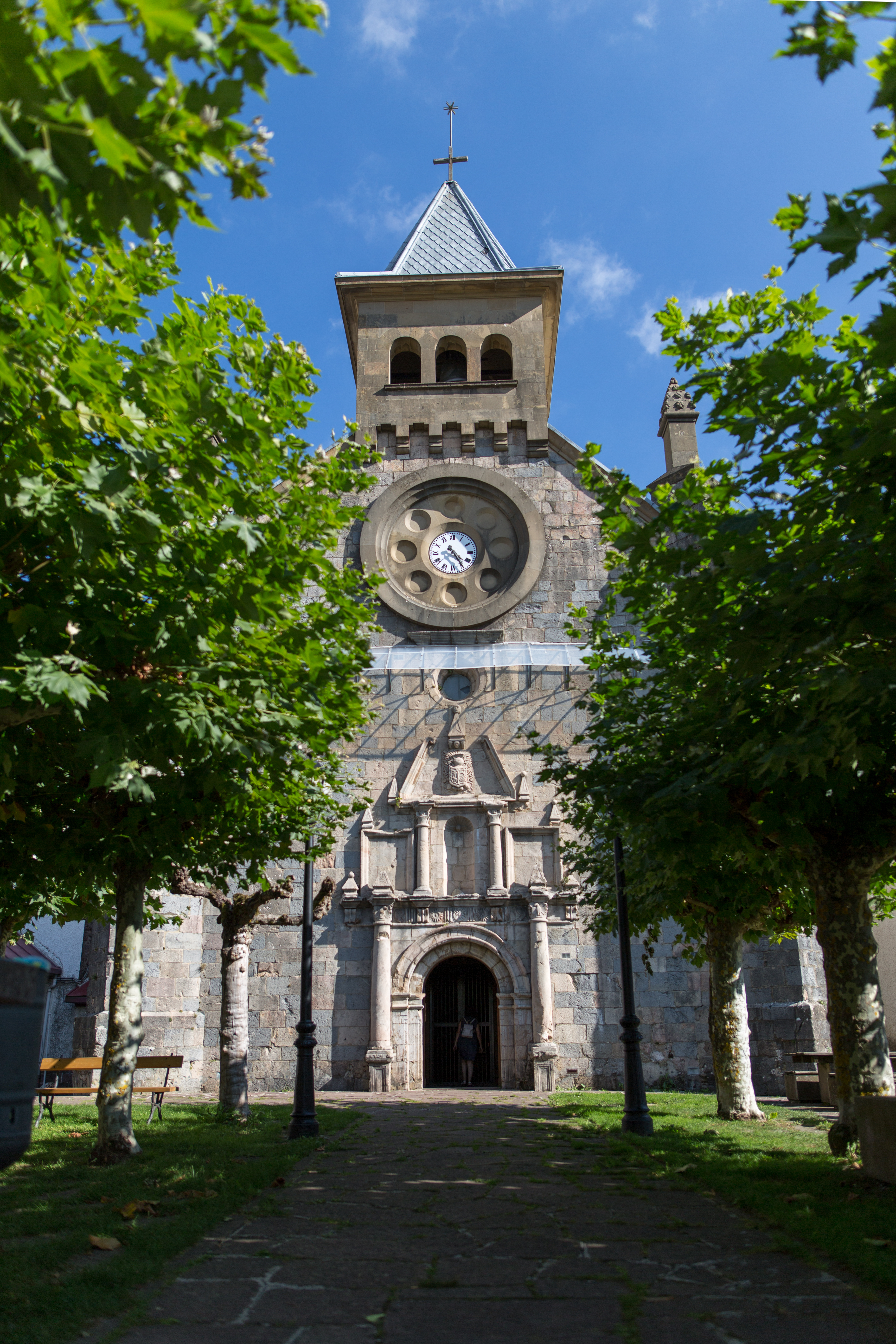
église Saint Nicolas de Bari
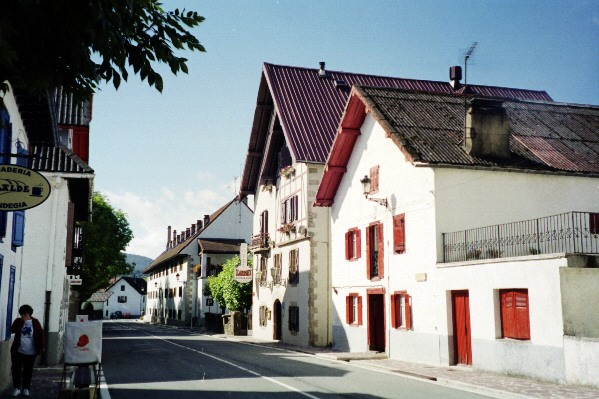
maison d'Hemingway

### Sources et bibliographie
- (es) Cet article est partiellement ou en totalité issu de l’article de Wikipédia en espagnol intitulé « Burguete » (voir la liste des auteurs).
- Grégoire, J.-Y. & Laborde-Balen, L., « Le Chemin de Saint-Jacques en Espagne - De Saint-Jean-Pied-de-Port à Compostelle - Guide pratique du pèlerin », Rando Éditions, mars 2006,  (ISBN 2-84182-224-9)
- « Camino de Santiago St-Jean-Pied-de-Port - Santiago de Compostela », Michelin et Cie, Manufacture Française des Pneumatiques Michelin, Paris, 2009,  (ISBN 978-2-06-714805-5)
- « Le Chemin de Saint-Jacques Carte Routière », Junta de Castilla y León, Editorial Everest